# École nationale supérieure de chimie de Paris
L’École nationale supérieure de chimie de Paris, dite aussi Chimie ParisTech, ENSCP ou Chimie Paris est l'une des 204 écoles d'ingénieurs françaises accréditées au 1er septembre 2020 à délivrer un diplôme d'ingénieur. Elle est membre fondateur de l'Université PSL dont elle est l'un des neuf établissements-composantes.
Fondée en 1896 et localisée dans le « Campus Curie », 5e arrondissement de Paris, sur la montagne Sainte-Geneviève, elle a le statut d’établissement public à caractère scientifique, culturel et professionnel.

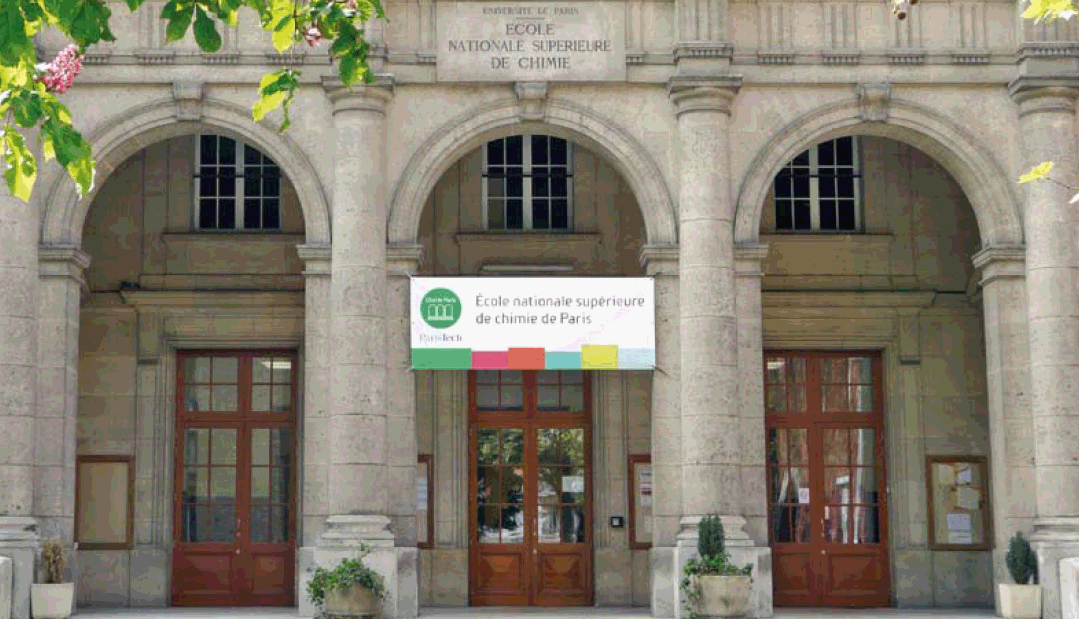
Entrée de l'École nationale supérieure de chimie de Paris

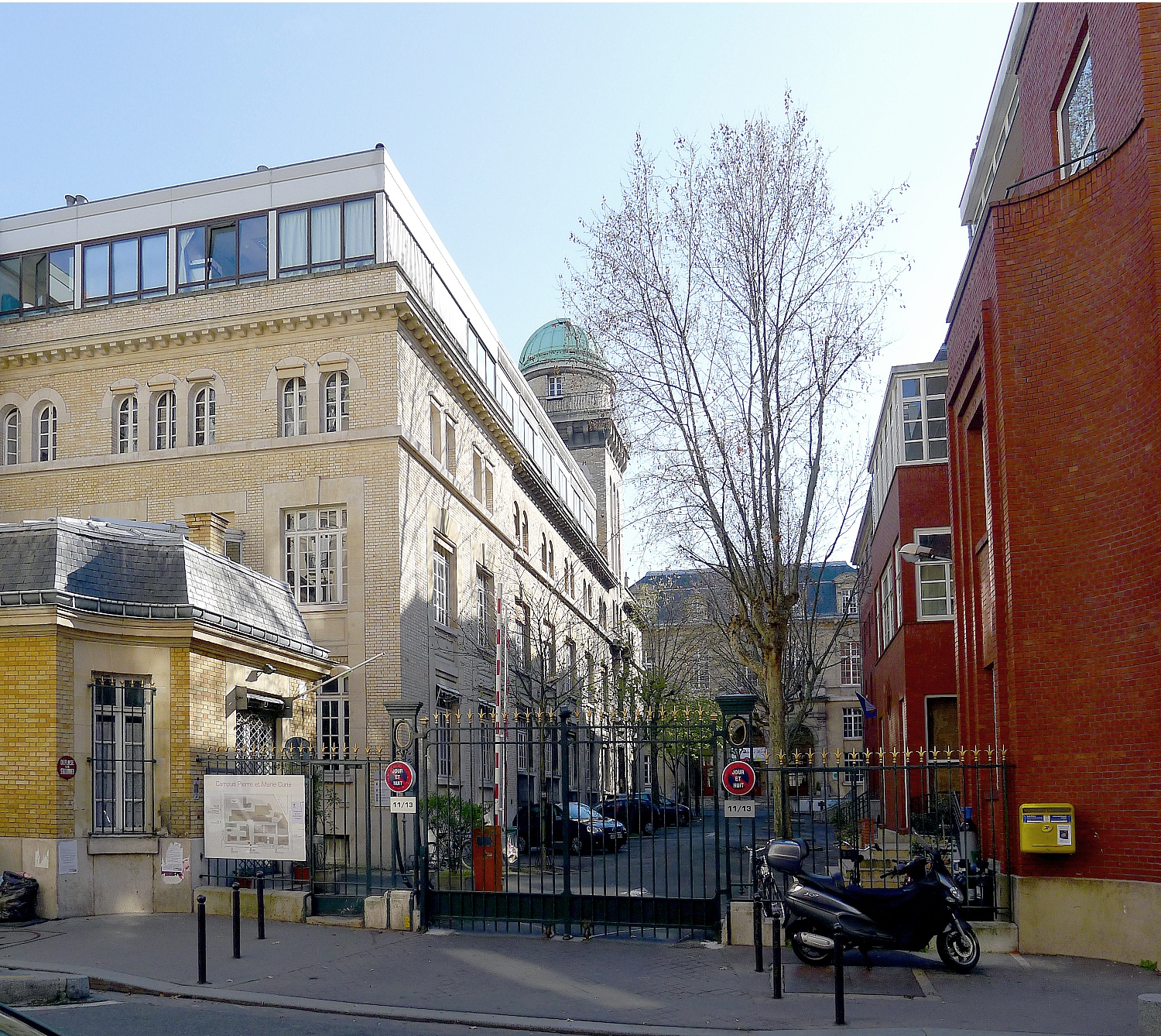
Une entrée du campus Curie (11-13 rue Pierre-et-Marie-Curie, 5e arrondissement de Paris) : à gauche, l'institut Curie ; au fond, l'École nationale supérieure de chimie de Paris ; à droite, l'Institut de biologie physico-chimique.

L’école assure la formation de promotions d’environ 90 élèves ingénieurs, qui obtiennent au terme d'une scolarité de trois ans le diplôme d’ingénieur. Les élèves sont recrutés majoritairement sur concours après une classe préparatoire mais aussi par le biais d'admissions parallèles pour les universitaires. Depuis 2019, le recrutement de l'école à l’issue d’une classe préparatoire passe par le Concours Commun Mines Ponts.
L’École assure en outre la formation de doctorants, d’élèves en Master Sciences et technologie, ainsi que d’élèves en Mastères spécialisés en co-habilitation. Une formule par l'apprentissage est lancée en 2016.
L'ENSCP est l'une des écoles d'application de l'École polytechnique et possède des accords de double-diplôme en France avec l'AgroParisTech, l'ESPCI, l'IFP School, l'Université Paris-Descartes, l'ENS Cachan et l'Institut Pratique du Journalisme.
L’école est membre fondateur de l'Université PSL, de ParisTech et fait partie de la Fédération Gay-Lussac. Elle forme des ingénieurs chimistes de haut niveau.

## Historique

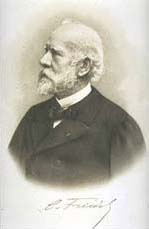
Charles Friedel

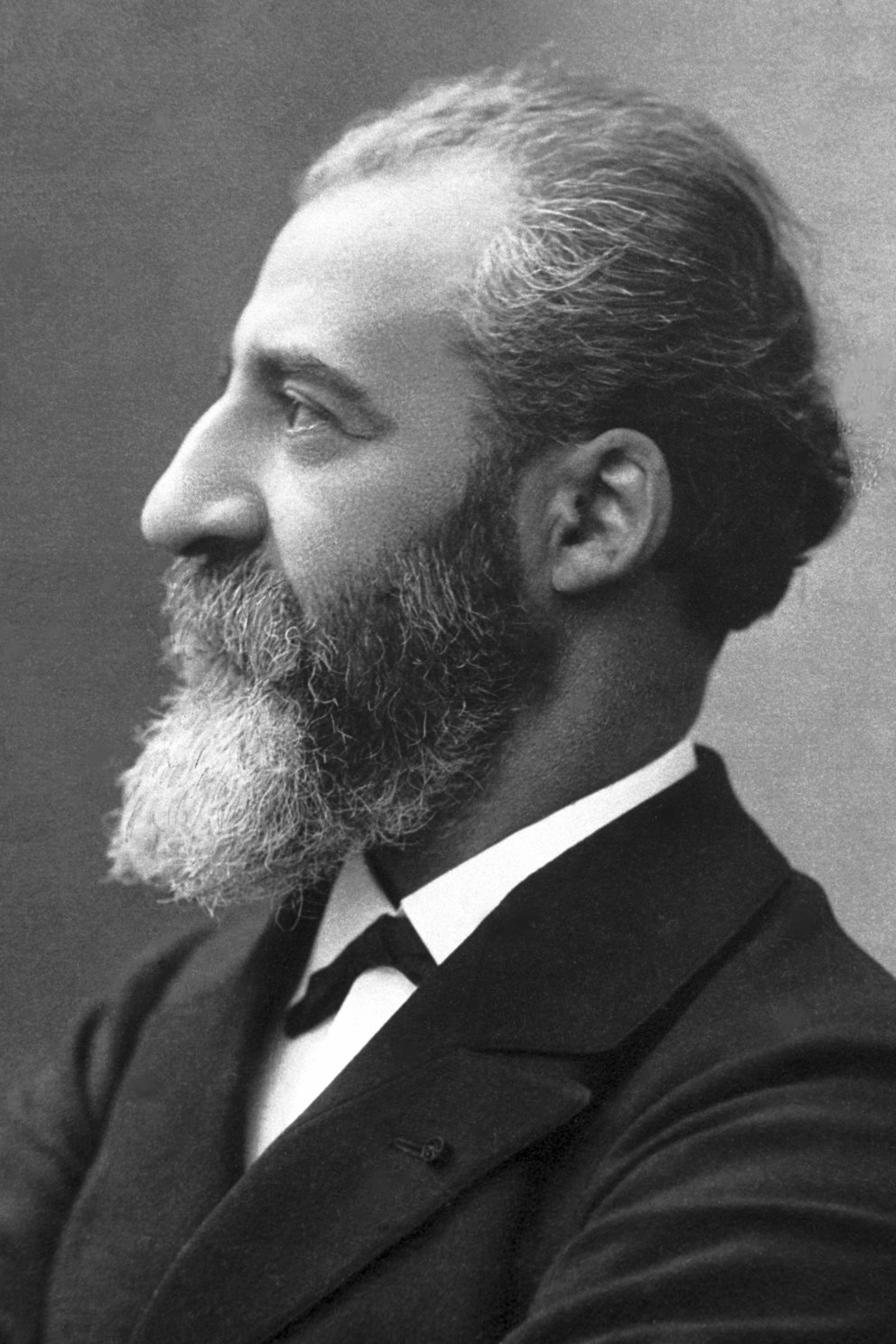
Henri Moissan

L'École nationale supérieure de chimie de Paris fut fondée en 1896 sur l'initiative du chimiste et minéralogiste Charles Friedel, célèbre pour ses synthèses organiques. Touché par l'annexion de son Alsace natale, il avait constaté l'insuffisance de l'enseignement de la chimie en France, insuffisance qui avait conduit à une importante fragilité de l'industrie française par rapport à celle de ses voisins. La loi de finances en date du 28 décembre 1895 lui permit de créer dans la Faculté des sciences de Paris le Laboratoire de chimie pratique et industrielle. Friedel en assure la direction jusqu'en 1899. L'École est alors située dans des bâtiments provisoires rue Michelet (Paris 6e), dans lesquelles elle demeure jusqu'en 1923.
À la mort de Friedel, la direction est confiée à Henri Moissan, premier français à recevoir le prix Nobel de chimie en 1906. Celui-ci instaure un concours d'entrée, introduit dans l'enseignement une formation théorique poussée et rebaptise l'école « Institut de chimie appliquée ». L'institut est autorisé à partir de 1907 à délivrer un diplôme d'ingénieur chimiste. À la mort de Moissan en 1907, la Faculté choisit de nommer une direction collégiale, avant de finalement confier le poste de directeur à Camille Chabrié. L'école est fermée durant les deux premières années de la Première Guerre mondiale avant de rouvrir ses portes en 1916. Elle est alors l'une des premières écoles d'ingénieur à accueillir des femmes parmi ses élèves.
En 1923, l'école déménage dans ses locaux définitifs, au 11 rue Pierre-et-Marie-Curie (Paris 5e), construits par l'architecte de la Sorbonne, Henri-Paul Nénot. La direction de l'école est assurée de 1928 à 1938 par Georges Urbain, professeur de chimie générale à la Sorbonne, puis de 1938 à 1950 par Louis Hackspill, ancien élève de Moissan. Au cours de cette longue période, l'école devient en 1932 l'Institut de Chimie de Paris (ICP) et de nombreuses modifications sont apportées dans l'enseignement donné aux étudiants : les bâtiments de la rue Pierre et Marie Curie accueillent les laboratoires de travaux pratiques dans l'aile est et des laboratoires de recherche sont créés. Ces derniers permettent alors à certains élèves de mieux aborder la vie scientifique ou industrielle par la préparation d'une thèse d'ingénieur-docteur ou d'un doctorat d'État. Les programmes sont dans le même temps adaptés pour correspondre à la qualité de formation recherchée par l'industrie.
L’Institut devient l’école nationale supérieure de chimie Paris en 1948. En 1986, en application de l’article 43 de la loi Savary, l’école devient un établissement public à caractère administratif rattaché à l’université Paris-VI.
En 2008, l'ENSCP devient membre fondateur du groupement ParisTech, aux côtés de onze autres grandes écoles d'ingénieurs et de commerce parisiennes, et prend alors le nom d’usage de « Chimie ParisTech ».
Développant de nombreux partenariats avec des institutions prestigieuses de Paris Centre, et consciente de l’attachement des élèves et du personnel au Quartier Latin, Chimie ParisTech participe en 2010 à la création du pôle de recherche et d'enseignement supérieur (PRES) Université de recherche Paris sciences et lettres (PSL), université à vocation internationale regroupant les plus grandes écoles françaises parisiennes. Ce dernier répond à l’appel à projet projet d’initiative d’excellence (IDEX) en 2011 et est sélectionné dès le premier tour.
En 2015, l’école prend le statut des « instituts et les écoles ne faisant pas partie des universités » parmi les établissements publics à caractère scientifique, culturel et professionnel (EPSCP).
Les directeurs successifs furent :
- 1896-1899 : Charles Friedel
- 1899-1907 : Henri Moissan, lauréat du prix Nobel de chimie
- 1907-1908 : Direction collégiale sous l'égide de la faculté
- 1908-1928 : Camille Chabrié
- 1928-1938 : Georges Urbain, membre de l'Académie des sciences
- 1938-1950 : Louis Hackspill, membre de l'Académie des sciences
- 1950-1961 : Georges Chaudron, membre de l'Académie des sciences
- 1961-1976 : Jacques Bénard, membre de l'Académie des sciences
- 1976-1985 : Fernand Coussemant
- 1985-1987 : Jean Talbot
- 1987-1992 : Claude Quivoron
- 1992-1996 : Bernard Trémillon
- 1996-2005 : Danièle Olivier
- 2006-2010 : Alain Fuchs, président-directeur général du CNRS, puis président de PSL
- 2010-2014 : Valérie Cabuil, rectrice de l'académie d'Amiens, puis des Hauts-de-France
- 2015-? : Christian Lerminiaux

## Enseignement et recherche

### Formations

#### Le Cycle Ingénieur / Ingénieur Chimie ParisTech
Le Cycle Ingénieur d'une durée de trois ans possède une forte composante scientifique et couvre notamment l'essentiel des disciplines de la chimie (chimie analytique, chimie organique, chimie physique, chimie des matériaux, chimie quantique, modélisation moléculaire, génie chimique et biochimie) avec un fort accent sur la formation expérimentale et les travaux dirigés.Un projet transdisciplinaire (en première année), des cours de management, d'économie, d'entrepreneuriat et des travaux scientifiques sous forme de projets en équipe sont également proposés, afin de développer les compétences humaines et sociales.
En troisième année, les étudiants ont l'occasion de choisir entre un parcours Ingénierie (Énergie, Cosmétologie, Matériaux, Procédés, Chimie Moléculaire verte, ou Biotechnologies), un parcours Recherche (avec obtention d'un master en plus du diplôme d'ingénieur) ou une mobilité dans un autre établissement en France ou à l'étranger. Si cette dernière s'inscrit dans le cadre de double-diplôme, la durée des études est de ce fait allongée d'une année.
Au cours du cycle, les étudiants réalisent également un stage d'une durée de un à deux mois en première année, de cinq mois en deuxième année et de six mois (projet de fin d'études) en troisième année.

#### Masters
Différents Masters sont également proposés:
- Masters Chimie Paris Centre (en partenariat avec l'UPMC, l'ENS et l'ESPCI):
  - Master en Chimie analytique, physique et théorique
  - Master en Chimie Moléculaire
  - Master en matériaux inorganiques et polymères
  - Master en Génie Chimique
- Master of Nuclear Energy (en partenariat avec l'Université Paris-Saclay)
- Master Science et Génie des Matériaux PSL
- Master Énergie PSL
- Pharmacologie (en partenariat avec l'Université Paris-Descartes)
- Science des Matériaux et NanoObjets (en partenariat avec l'UPMC)

#### L'international
Au cours du Cycle Ingénieur, l'anglais est obligatoire et au moins une mobilité à l'international (stage de deuxième ou troisième année ou séjour d'études) est obligatoire.
L'école possède une dizaine d'accords de double-diplômes avec des écoles à l'étranger et de très nombreux accords bilatéraux, facilitant ainsi la possibilité de séjour d'études à l'étranger.

## Classements
Classements nationaux (classée en tant que Chimie ParisTech - PSL au titre de son diplôme d'ingénieur)
| Nom                | Année | Rang  |
| ------------------ | ----- | ----- |
| DAUR Rankings      | 2023  | 11 =  |
| L’Étudiant         | 2021  | 32-35 |
| L’Usine Nouvelle   | 2021  | 26-27 |
| Le Figaro Étudiant | 2022  | 16-18 |

Classements internationaux (classée en tant qu'Université PSL)
| Nom                    | Année     | Rang (monde) | Rang (France) |
| ---------------------- | --------- | ------------ | ------------- |
| CWUR                   | 2022-2023 | 19           | 1             |
| QS Top Universities    | 2023      | 26           | 1             |
| Shanghai Ranking       | 2022      | 40           | 2             |
| Times Higher Education | 2022      | 40 ea        | 1             |

## Activités de recherche et formation doctorale
L’enseignement dispensé aux élèves ingénieurs de l’École est irrigué par une recherche de pointe.
Le centre de recherche de Chimie ParisTech est structuré en trois laboratoires :
- l'Institut de Recherche de Chimie Paris,
- l'Institut de recherche et développement sur l'Énergie photovoltaïque,
- l'Unité de Technologies Chimiques et Biologiques pour la Santé (UTCBS)

## Élèves connus
- Pedro Nel Ospina, Président de la Colombie (1922-1926), ingénieur, homme d'affaires et homme politique.
- Germaine Benoit (promotion 1923), ingénieur chimiste, biochimiste et pharmacologue.
- Jacques Bergier (promotion 1933), chimiste nucléaire, mais surtout espion, journaliste et écrivain.
- Alain Berton (promotion 1933), chimiste, toxicologie industrielle
- Bruno Chaudret (promotion 1975), spécialiste de chimie organométallique, membre de l'Académie des sciences.
- Denis Gratias (promotion 1970), codécouvreur des quasi-cristaux.
- Jean Jacques (promotion 1937), essayiste et vulgarisateur
- Henri Kagan (promotion 1954), pionnier de la catalyse asymétrique, prix Wolf, membre de l'Académie des sciences.
- Olivier Kahn (promotion 1964), chimiste des éléments de transition.
- Jacques Livage (promotion 1960), professeur au Collège de France.
- Daniel Mansuy (promotion 1967), chimiste, membre de l'Académie des sciences.
- Eugène Schueller (promotion 1904), fondateur de L'Oréal, père de Liliane Bettencourt (1re fortune de France)
- Félix Trombe (promotion 1928), chimiste, physicien et spéléologue.
- Raphaël Quenard (promotion 2014), acteur français.
- Charles Zviak (promotion 1945), PDG de L'Oréal, directeur de Synthélabo.